# Roman Furger
Roman Furger (10 febbraio 1990) è un fondista svizzero.

## Biografia
Originario di Schattdorf e attivo in gare FIS dal dicembre del 2006, Furger ha esordito in Coppa del Mondo il 12 dicembre 2009 a Davos (84º), ai Campionati mondiali a Lahti 2017, dove si è classificato 17º nella 50 km, 24º nella sprint e 9º nella sprint a squadre, e ai Giochi olimpici invernali a Pyeongchang 2018, dove si è piazzato 12º nella 15 km, 11º nella sprint a squadre e 11º nella staffetta. L'anno dopo ai Mondiali di Seefeld in Tirol 2019 è stato 53º nella 50 km e 38º nella sprint; il 1º marzo 2020 ha conquistato a Lahti in staffetta il primo podio in Coppa del Mondo (2º) e ai Mondiali di Oberstdorf 2021 si è classificato 54º nella 15 km, 9º nella sprint a squadre e 5º nella staffetta. L'anno dopo ai XXIV Giochi olimpici invernali di Pechino 2022 si è piazzato 11º nella 50 km e 7º nella staffetta; ai Mondiali di Planica 2023 è stato 34º nello skiathlon.

## Palmarès

### Coppa del Mondo
- Miglior piazzamento in classifica generale: 40º nel 2020
- 2 podi (a squadre):
  - 2 secondi posti